# Dicyrtoma kauaiensis
Dicyrtoma kauaiensis är en urinsektsart som först beskrevs av Jerry Allen Snider 1990.  Dicyrtoma kauaiensis ingår i släktet Dicyrtoma och familjen Dicyrtomidae. Inga underarter finns listade i Catalogue of Life.